# Jodok Bär
Jodok Alois Bär, auch Baer (* 23. August 1825 in Andelsbuch; † 15. Dezember 1897 in Bregenz), war ein österreichischer Arzt, Autor und Heimatforscher.

## Leben

### Herkunft und Familie
Jodok Bär war der älteste Sohn von Josef Bär (1787–1848) und Maria Theresia Martha Albrecht (1798–1843). Er hatte insgesamt 10 Geschwister (3 Brüder, 7 Schwestern) und entstammte der Familie Beer, welche sich später u. a. in Andelsbuch niedergelassen hatten.
Jodok Bär war mit der aus Prag stammenden Maria Wilhelmine Cronenbold (1847–1907) verheiratet. Sie hatten drei gemeinsame Kinder und davon war eines der spätere Arzt und Vizebürgermeister von Meran Josef Alois Karl Bär (1874–1952). Er ist damit Urgroßvater des späteren Chemikers und Mediziners Friedrich Bär (1908–1992) und des späteren Leiters der Bregenzer Festspiele Ernst Bär (1919–1985).

### Werdegang
1856 beendete Jodok Bär sein Medizinstudium als Dr. med. (Doktor der Chirurgie) und arbeitete im Anschluss als Assistent an der chirurgischen Klinik Prag. In dieser Zeit veröffentlichte er Beiträge zu unterschiedlichen medizinischen Themen, später lag sein Fokus auf der Heimatforschung. 1868 wechselte er von Prag nach Tirol. Dort wurde er Bezirksarzt. Nach seinem Wechsel 1871 von Egg, eine Nachbargemeinde von Andelsbuch, nach Bregenz wurde er später kurz vor seinem Tod noch Oberbezirksarzt.
Sein Betätigungsfeld über fast 20 Jahren wurde die Heimatforschung und so engagierte er sich für das Vorarlberger Museum und den Vorarlberger Museumsverein in Bregenz.

## Leistungen
Durch die bereits 1855 durchgeführten Messungen von menschlichen Becken konnte er geometrische Charakteristika (Richtung und Verhältnis, z. B. von Schamfuge zu Sitzknochen und Kreuzbeinwand) festlegen, welche er 1864 veröffentlichte. Diese Betrachtung fand Eingang in die zeitgenössische Standardliteratur zur Geburtshilfe.
Aber auch seine Betrachtung des Sanitätswesens 1886 ist aus stadtgeschichtlicher Sicht immer wieder referenziert worden.
Seine Biographie zur Künstlerfamilie Moosbrugger und zu Liberat Hundertpfund wurde in verschiedenen Werken aufgegriffen.
Im Bereich der hauskundlichen Heimatforschung gelang ihm eine Typusschilderung des Vorarlbergerhauses, welche auch heutzutage als Referenz herangezogen wird. Später beschrieb er auch das Walserhaus in seiner bautypischen Form. Seine Beschreibungen zu den Haustypen wurden im Österreichischen Volkskundeatlas von Ernst Burgstaller, Adolf Helbok und Richard Wolfram u. a. 1980 berücksichtigt. Ebenso bei Eugen Gabriel im Vorarlberger Sprachatlas, durch Karl Ilg, Albert Knoepfli, Adolf Leidlmair und Viktor Herbert Pöttler.
Er ist Autor des ersten Katalogs des Vorarlberger Landesmuseums und steuerte dort zum größten Teil die Sammlung schwäbischer Bildhauerei des 16. Jahrhunderts bei. Nach seinem Tod wurden ca. 100 Bücher aus seiner Privatbibliothek dem Vorarlberger Landesmuseum übergeben.

## Werke (Auswahl)

### Medizin
- Studien über das menschliche Becken, drei Teile, Prager medizinische Wochenschrift, Band 1, Nr. 6, 1864, S. 45–47; Nr. 8, 1864, S. 61–63 und Nr. 10, 1864, S. 77–80
- Die Muskellähmung aus Ernährungsstörungen, mehrere Teile, Prager medizinische Wochenschrift, Band 1, Nr. 20, 1864, S. 157–159; Nr. 21, 1864, S. 165–167; Nr. 22, 1864, S. 175–176; Nr. 23, 1864, S. 182–184; Nr. 24, 1864, S. 191 und Nr. 25, 1864, S. 197–199
- Elephantiasis dura tuberosa uicerisa pedis, zwei Teile, Prager medizinische Wochenschrift, Band 1, Nr. 30, 1864, S. 241–244; Nr. 31, 1864, S. 248–250 und Nr. 32, 1864, S. 256–259
- Die Hernien und Hydrokelen bei Abirrungen des Testikels in die Schenkelbeuge und die Perinealregion, Vierteljahrsschrift für die praktische Heilkunde, 1866, S. 88–114
- Resection des Nervus dentalis und mentalis an der Eingangsöffnung in den Unterkieferkanal, Deutsche Vierteljahrsschrift für Zahnheilkunde: Organ des Centralvereines Deutscher Zahnärzte, Band 11, 1871, S. 214–223
- Sanitätswesen in Vorarlberg nach 1814 zur Zeit als Vorarlberg wieder an Oesterreich gekommen ist, In: Vorarlberger Landes-Zeitung, 1886

### Heimatforschung
- Der Kurort Andelsbuch, 1877
- Die Malerfamilie Moosbrugger, In: XIX. Rechenschaftsbericht des Ausschusses des Vorarlberger Museum-Vereins zu Bregenz über den Vereinsjahrgang 1879, S. 63 ff.
- Muxel, Johann Baptist. In: XXI. Rechenschaftsbericht des Vorarlberger Museum-Vereins zu Bregenz, 1881, S. 19 ff.
- Kaufmann, Peter. In: Allgemeine Deutsche Biographie (ADB). Band 15, Duncker & Humblot, Leipzig 1882, S. 474–476
- Kaufmann, Ludwig. In: Allgemeine Deutsche Biographie (ADB). Band 15, Duncker & Humblot, Leipzig 1882, S. 476–477
- Das Vorarlberger Haus. 3. Theil. Das Vorarlberger Tanzhaus. In: XXXII. Jahresbericht des Vorarlberger Museumsvereins. Bregenz 1893 (Digitalisat)
- Das Walserhaus. In: Jahresbericht des Vorarlberger Landesmuseumsvereins. 1894
- Lebensskizze des Portrait- und Geschichtsmalers Liberat Hundertpfund, In: XXXIV. Jahresbericht des Vorarlberger Museumsvereins. Bregenz 1895

## Auszeichnung (Auswahl)
- 1866: Goldenes Verdienstkreuz mit der Krone[17]
- 1887: Ernennung zum korrespondierenden Mitglied der Zentralkommission für Kunst und historische Denkmale in Wien
- Ehrenmitglied des Meraner Museums und Museumsvereins